# 飯島多紀哉
飯島 多紀哉（いいじま たきや、1963年7月31日 - ）は日本のゲームクリエイター、ゲームシナリオライター、小説家。東京都出身。日本大学芸術学部映画学科卒業。既婚、三児の父。本名および旧ペンネームは飯島健男（いいじま たけお）。
代表作に『ラストハルマゲドン』『BURAI』『ONIシリーズ』『学校であった怖い話』『四八（仮）』『アパシー 鳴神学園七不思議』など。

## 略歴
1982年、日本大学藝術学部入学。映画学科の演技コースに所属し、高校生も含むコントグループで活動していた。テレビ番組の「お笑いスター誕生!!」への出演も決まったが、直前にメンバーの高校生が学校から厳重注意を受け、グループは解散となった。
1986年の大学卒業後は、光栄（現：コーエー）のアルバイト経験を経て、同社に入社。歴史シミュレーションゲームの制作に携わる。
1987年、1年間勤務した後、光栄（現：コーエー）を退職。元同僚・友人らとともに新会社ブレイングレイを設立、同社の代表取締役に就任。同年秋、ザッピング・システムをゲームに取り入れた作品『抜忍伝説』にてデビューする。
1988年、代表作である『ラストハルマゲドン』を世に送り出す。同作品の大ヒット後、活動方針の相違によりブレイングレイを退職し、新会社パンドラボックスを設立。著作活動を活発化させる。以後の経緯はパンドラボックスの項を参照のこと。
2001年、自社ブランド『パンドラMAXシリーズ』失敗により、すべての創作活動を休止。親戚の勧めでインドネシアに渡航し、翻訳業に従事していたが、長男が日本での就学を希望したことを機に帰国。帰国後はゲーム学校の講師に就き、再始動の準備を進めていた。
2006年、『四八（仮）』のシナリオライターとして、公に姿を現す（当初はイニシャルであるT.I名義）。ペンネームを飯島多紀哉に改め、休眠状態にあったパンドラボックスの版権を受け継ぐ新会社シャノンを設立する。
また、他社にシナリオのみを渡し、制作を委託するという構造に限界を感じ、シャノンと同時期に設立した同人サークル七転び八転がりを軸にインディーズ作品を順次送り出している。
現在リリースされているのは飯島のシナリオの中でも評価の高い『学校であった怖い話』の世界を引き継いだ『アパシー・シリーズ』。2007年夏に発表された『アパシー 学校であった怖い話 〜Visual Novel Version〜』、同年冬に発表された『アパシー ミッドナイト・コレクション vol.1』は両作品ともに1万本を越える売り上げを記録した。
しかし『四八（仮）』はその出来から酷評され、以後は主な活動の場を同人に移し、コンシューマーとしては『パンドラMAXシリーズ』をゲームアーカイブスで配信するに留まっていた。
2011年、末娘の世界ジュニアゴルフ選手権優勝を期に子供達のゴルフ育成に専念し、創作活動を再び休止する。しかし2014年から妻の協力を得て小説版『学校であった怖い話』の出版、過去作のkindle化など、創作活動を徐々に再開する。
2017年、かつて同人、ケータイアプリで展開していた『送り犬』のNintendo Switchでのリメイクを発表し、2018年に発売された。約10年ぶりのコンシューマー作品復帰となる。
2018年、子供達のゴルフが一段落した事で本格的にゲーム制作の場に復帰。長女の海凪（みなぐ）を開発スタッフに迎え、アパシー・シリーズの新作をリリースし始める。
2021年、コンシューマーにおけるアパシー・シリーズとしては約15年ぶりとなる『アパシー鳴神学園七不思議』を発表する。

## ゲーム作品

### 飯島健男名義

#### PC-8800シリーズ
- 抜忍伝説 翼を持った男たち（原作・シナリオ）
- 抜忍伝説 番外編 闇からの訪問者
ブレイングレイに直接ハガキを送るともらえた。マップ等は抜忍伝説と同様。
- ラストハルマゲドン（企画・シナリオ）
- BURAI上巻（シナリオ・ゲームデザイン）

#### PC-9800シリーズ
- BURAI下巻（シナリオ）
- パンドラボックス劇場
- ウルフィッシュ・ギャロップ
- クーリア
ソフトベンダーTAKERU専用ソフト。元々は新雑誌刊行のために作られた小説だったが、新雑誌自体が創刊直前で消滅したためTAKERU限定となった。その後、同人誌『センスオブワンダー』で一部が再収録されている。

#### X1シリーズ
- 抜忍伝説 翼を持った男たち（原作・シナリオ）
- 抜忍伝説 番外編 闇からの訪問者
- ラストハルマゲドン（企画・シナリオ）

#### FM－TOWNS
- ぷちこら〜じゅ

#### ファミリーコンピュータ
- マイライフ マイラブ ぼくの夢わたしの願い（企画）

#### ゲームボーイ
- 鬼忍降魔録 ONI（世界観設定）
- ONI II 隠忍伝説（プロデュース）
- ONI III 黒の破壊神
- ONI IV 鬼神の血族（プロデューサー）
- ONI V 隠忍を継ぐ者（プロデュース）
- いつでも!にゃんとワンダフル

#### スーパーファミコン
- 龍騎兵団ダンザルブ（シナリオ・ゲームデザイン）
- バトルサッカー フィールドの覇者（エグゼティブ・プロデューサー）
- ソウル&ソード（シナリオ・プロデューサー）
- TRAVERSE Starlight&Prairie（原作）
- ブライ 八玉の勇士伝説
SFC版の開発には版元であるパンドラボックスは一切関与していない。そのため、シナリオの一部が容量の都合により削除されている。
- 機動武闘伝Gガンダム
- ヤムヤム（シナリオ・プロデュース）
- 学校であった怖い話（原作・脚本/監督・総指揮）
- 晦-つきこもり（オープニングシナリオ・プロデュース）
- 鬼神降臨伝ONI（プロデュース）

#### PCエンジン
- ラストハルマゲドン（企画・シナリオ）
- BURAI 八玉の勇士伝説（シナリオ）
- BURAI II〜闇皇帝の逆襲（原作・シナリオ）

#### メガCD
- アフター・ハルマゲドン外伝 魔獣闘将伝エクリプス

#### NINTENDO64
- キラッと解決! 64探偵団（エグゼティブ・プロデューサー）
- ズール 魔獣使い伝説（エグゼティブ・プロデューサー）

#### PlayStation
- 戦国サイバー 藤丸地獄変（原作・脚本）
- 学校であった怖い話S（原作・脚本）
- るろうに剣心 -明治剣客浪漫譚- 十勇士陰謀編（スーパーバイザー）
- にゃんとワンダフル（プロデュース）
- もっと! にゃんとワンダフル2（プロデュース）
- 新世代ロボット戦記ブレイブサーガ（プロデュース）
- 蒼天の白き神の座 GREAT PEAK（プロデュース）
- パンドラMAXシリーズvol.1 ドラゴンナイツ・グロリアス（シナリオ・プロデュース）
- パンドラMAXシリーズvol.2 死者の呼ぶ館（プロデュース）
- パンドラMAXシリーズvol.3 ラビッシュ・ブレイズン（プロデュース）
- パンドラMAXシリーズvol.4 Catch!〜気持ちセンセーション（プロデュース）
- パンドラMAXシリーズvol.5 ごちゃちる（シナリオ・プロデュース）
- パンドラMAXシリーズvol.6 ONI零 〜復活〜（メインシナリオ・プロデュース）

### 飯島多紀哉名義

#### PlayStation 2
- 四八（仮）（企画・脚本/シナリオ構成）

#### ニンテンドーDS
- ONI零 戦国乱世百花繚乱（シナリオ）
- Apathy 鳴神学園都市伝説探偵局（原作・脚本）

#### Nintendo Switch
- 送り犬（シナリオ）
- アパシー 鳴神学園七不思議（原作・脚本）

#### 同人作品
- アパシー 学校であった怖い話 〜Visual Novel Version〜（原作・監督／シナリオ）
- アパシー ミッドナイト・コレクション vol.1（原作・監督／シナリオ）
- アパシー 学校であった怖い話1995 〜Visual Novel Version〜 新装版（原作・監督／シナリオ）
- アパシー 学校であった怖い話1995（原作・監督）
- アパシー レンタル家族（原作・監督/シナリオ）
- アパシー ミッドナイト・コレクション vol.02（原作）
- 学校であった恋い話（原作・監督/シナリオ）
- センス・オブ・ワンダーVol.01〜04
ここで挿絵を描いているイラストレーターはmixiのコミュニティで同志を募った。
- アパシー 学校であった怖い話2008
- アパシー 学校であった怖い話1995 〜Visual Novel Version〜 最終版（原作・監督／シナリオ）
- アパシー学校であった怖い話　新生（原作・監督／シナリオ）

## 著作

### 小説
- 『BURAI』（小学館スーパークエスト文庫）
- 『BURAI外伝 覇龍の神座』（小学館スーパークエスト文庫）
- 『最後の審判 世紀末の覇者』（小学館スーパークエスト文庫）
『月刊POPCOM』掲載作品。POPCOMBOOKS版（一巻のみ）と小学館スーパークエスト文庫版（全六巻）はイラストレーターが違う。
- 『ダンザルブ バーチャルゾーンの蒼い月』（小学館スーパークエスト文庫）
- 『ブラッドシティ』（小学館スーパークエスト文庫）『月刊PCエンジン』連載
- 『学校であった怖い話』上下巻（アスペクトログアウト文庫）
- 『学校であった怖い話１　月曜日』（小学館）
- 『学校であった怖い話２　火曜日』（小学館）
- 『ONI零 時空翔けし仔らよ』（エンターブレインファミ通文庫）
- 『刺殺忍暗夜行』（ポプコム）
- 『バグだもん!』（未単行本化）
『LOGOUT』掲載。「学生ダイサクデスの大冒険」「占い師マミッテーノの冒険」「神様、森川為造の冒険」の三作。

### エッセイ
- 『ゲーム業界白書』（アスキー）

### その他
- 『ジャパネスク RPG幻想辞典 日本編』（ソフトバンク）
- 『コンピュータRPGの作り方 世界設定・システム編』（マイクロデザイン）